# Speed Zone
Speed Zone (ook bekend onder de titels Cannonball Fever en Cannonball Run III) is een komische actiefilm uit 1989 onder regie van Jim Drake.

## Verhaal
Een nieuwe Cannonball Race is in aantocht. Het is een 'endurance' race van Washington DC naar LA. Bij een vergadering vooraf worden de coureurs gearresteerd. Nu chauffeurs zijn opgesloten, staan een nieuwe groep racers klaar om voor de hoofdprijs te racen. Hoewel de racers in topvorm zijn, doet de politie er alles aan deze wedstrijd te stoppen...

## Rolverdeling
| Acteur          | Personage          |
| --------------- | ------------------ |
| John Candy      | Charlie Cronan     |
| Donna Dixon     | Tiffany            |
| Matt Frewer     | Alec Stewart       |
| Joe Flaherty    | Vic DeRubis        |
| Tim Matheson    | Jack O'Neill       |
| Mimi Kuzyk      | Heather Scott      |
| Melody Anderson | Lea Roberts        |
| Shari Belafonte | Margaret           |
| Brian George    | Valentino Rosatti  |
| Art Hindle      | Flash              |
| Dick Smothers   | Nelson van Sloan   |
| Tom Smothers    | Randolph van Sloan |
| Peter Boyle     | Spiro T. Edsel     |
| Don Lake        | Whitman            |
| John Schneider  | Donato             |
| Jamie Farr      | The Sheik          |
| Eugene Levy     | Leo Ross           |
| Alyssa Milano   | Lurleen            |
| Brooke Shields  | Stewardess         |